# Higashiyama Tennō
Higashiyama Tennō (東山天皇?) (21 de octubre de 1675 - 16 de enero de 1710) fue el 113° emperador de Japón, de acuerdo al orden tradicional de sucesión. Reinó del 6 de mayo de 1687 hasta su abdicación el 27 de julio de 1709, correspondiendo a la era Genroku. Los cien años anteriores de paz y aislamiento en Japón habían creado una relativa estabilidad económica. Las artes, el teatro y la arquitectura florecieron.

## Primeros años

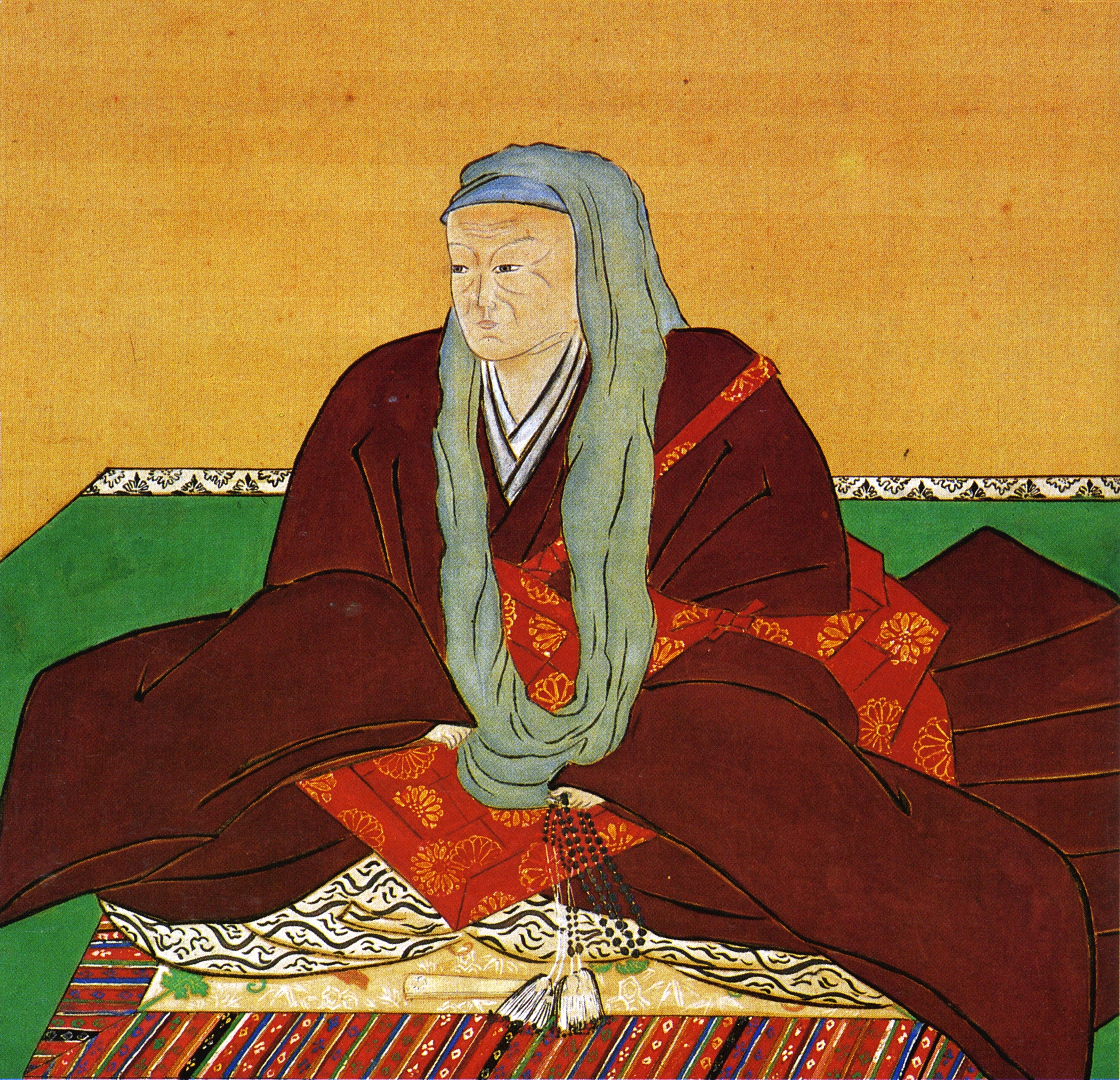
Emperador Reigen, padre y predecesor de Higashiyama

Antes de la ascensión de Higashiyama al Trono de Crisantemo, su nombre personal (imina) era Asahito (朝 仁) o Tomohito. Tomohito nació el 21 de octubre de 1675 y era el quinto hijo del emperador Reigen; su madre biológica era una dama de compañía llamada Matsuki Muneko. Mientras el Príncipe Tomohito era hijo de una consorte secundaria, fue adoptado por la emperatriz Takatsukasa Fusako (consorte principal o Chūgū). La familia imperial de Tomohito vivía con él en el Dairi del Palacio Heian. Los eventos que tuvieron lugar antes de que Tomohito se convirtiera en Príncipe Heredero incluyen una gran inundación que devastó a Edo (actual Tokio), una gran hambruna que devastó Kioto y el Gran Incendio Tenna en Edo. El templo budista Shingon Gokoku-ji también fue fundado en Edo, donde permanece hoy como uno de los pocos sitios en Tokio que sobrevivió a la Segunda Guerra Mundial. Tomohito-shinnō fue proclamado príncipe heredero en 1682 y recibió el título de preadhesión de Go-no-miya (五 宮). Por primera vez en más de 300 años se realizó una investidura ceremonial para la ocasión. Un incendio quemó el Palacio Imperial de Kioto en cenizas en 1684, lo que provocó una reconstrucción que tardó un año en completarse. Los efectos de este fuego en la familia imperial, si los hay, son desconocidos. El hermano del emperador Reigen, el exemperador Go-Sai, murió el 26 de marzo de 1685 y se observó un gran cometa cruzando el cielo nocturno.

## Reinado
El Príncipe Tomohito accedió al trono el 2 de mayo de 1687 como Emperador cuando su padre abdicó a su favor, el nombre de la era fue cambiado de Jōkyō a Genroku para marcar este evento. Si bien tenía el título político de Emperador, era solo de nombre ya que los shogunes de la familia Tokugawa controlaban Japón. Inicialmente, el emperador Reigen continuó gobernando en nombre de Higashiyama como emperador enclaustrado como se había hecho en el período Heian. Si bien este movimiento causó problemas al provocar al shogunato gobernante, el carácter gentil de Higashiyama ayudó a mejorar las relaciones con los Shōgun. Esta relación cálida provocó el aumento de la propiedad imperial y se llevaron a cabo reparaciones en los mausoleos imperiales. Mientras tanto, Reigen vivió su retiro en el Sentō-gosho (el palacio para un ex Emperador), y ahora es conocido por ser el último "Emperador enclaustrado" de Japón. En el día 16 del mes 11 de este año, restablece el Daijōsai (大嘗祭), el primer ofrecimiento ceremonial de arroz por un emperador recientemente entronado. El 20 de diciembre de 1688, la ceremonia esotérica de Daijō-sai fue revivida debido a la insistencia del shogunato. Este ritual sintoísta había estado en suspenso durante más de un siglo, y el emperador lo realiza solo una vez en el período de las ceremonias de entronización.
- 1688 (Genroku gannen): El shogunato Tokugawa revisó el código de conducta para los funerales (Fuku-kiju-ryō), que también incorporó un código de conducta para el luto.[12] 16 de septiembre de 1689 (Genroku 2): el médico alemán Engelbert Kaempfer llega a Dejima por primera vez. La política de Bakufu en esta época fue diseñada para marginar la influencia de los extranjeros; y Kaempfer tuvo que presentarse como "holandés" en sus tratos con los japoneses. Independientemente de este subterfugio menor, una consecuencia involuntaria y opuesta de sakoku fue mejorar el valor y la importancia de un número muy pequeño de observadores reflexivos como Kaempfer, cuyos escritos documentan lo que aprendió o descubrió de primera mano. Los relatos publicados y escritos no publicados de Kaempfer proporcionaron una perspectiva única y útil para los orientalistas y los japonólogos en el siglo XIX; y su trabajo continúa siendo rigurosamente examinado por los investigadores modernos de hoy.[13]
- 1695 (Genroku 8, 8.º mes): Comienza la acuñación de la moneda Genroku. El shogunato colocó el carácter japonés gen (元) en el anverso de las monedas de cobre, el mismo carácter utilizado hoy en China para el yuan. Sin embargo, no hay conexión entre esos usos.[14]
- 1695 (Genroku 8, 11.º mes): se establece la primera perrera para perros callejeros en Edo. En este contexto, Tokugawa Tsunayoshi viene a ser apodado el "Perro Shōgun" (犬 公 方, Inu-kubō).
- 1697 (Genroku 10): el cuarto mapa oficial de Japón se realizó en este año, pero se consideró que era inferior al anterior, que había sido ordenado en 1605 (Shōhō 1) y completado en 1639 (Kan'ei 16) . Este mapa de Genroku fue corregido en 1719 (Kyōhō 4) por el matemático Tatebe Katahiro (1644-1739), utilizando picos de alta montaña como puntos de referencia, y fue dibujado a una escala de 1: 21,600.[15]

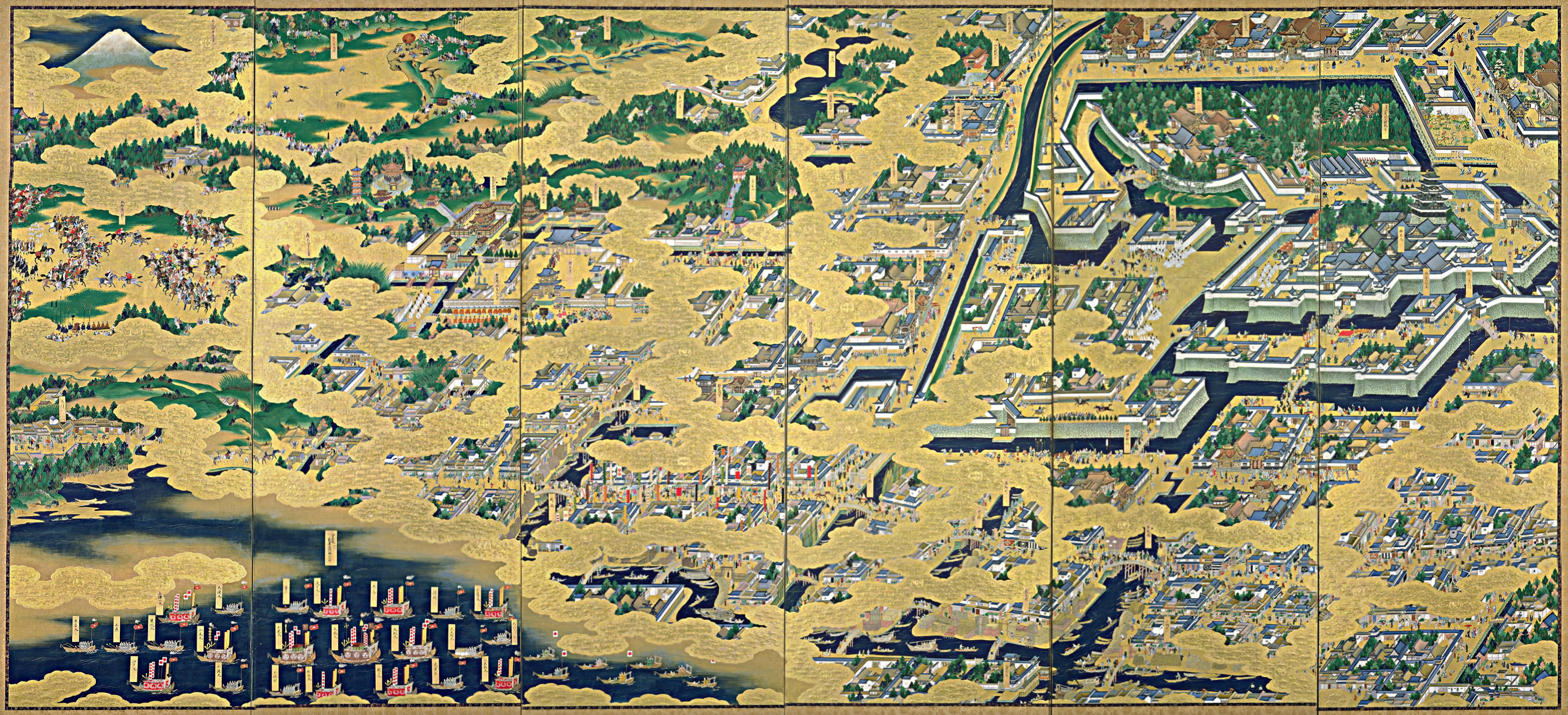
Pintura de la ciudad de Edo,. Ahí sucederían gran variedad de incendios y terremotos durante Higashiyama

1697 (Genroku 10): Gran incendio en Edo.
- 1697 (Genroku 11): Otro gran incendio en Edo. Se construye una nueva sala dentro del recinto del templo Edo de Kan'ei-ji (que también se conoce como Tōeizan Kan'ei-ji o "Hiei-san del este" después del templo principal de la secta budista Tendai), es decir, después del templo de Enryaku-ji en el Monte Hiei cerca de Heian-kyō.
- 1703 (Genroku 15, día 14 del mes 12): cuando ocurrió el Incidente de Akō, en el que una banda de cuarenta y siete samuráis vengó la muerte de su maestro Asano Naganori, debido al derramamiento de sangre, el emperador Higashiyama casi Retiró la voluntad imperial.
- 1703 (Genroku 16, 5.º mes): Primera actuación de la obra de Chikamatsu Monzaemon, The Love Suicides en Sonezaki.
- 1703 (Genroku 16, día 28 del mes 11): El gran terremoto de Genroku sacudió a Edo y partes del castillo de shōgun colapsaron.  Al día siguiente, un gran incendio se extendió por toda la ciudad. Partes de la costa de Honshū fueron azotadas por un tsunami, y 200,000 personas murieron o resultaron heridas.[16]

- 28 de octubre de 1707 (Hōei 4, día 14 del décimo mes): terremoto de 1707 Hōei. La ciudad de Osaka sufre enormemente debido a un terremoto muy violento.

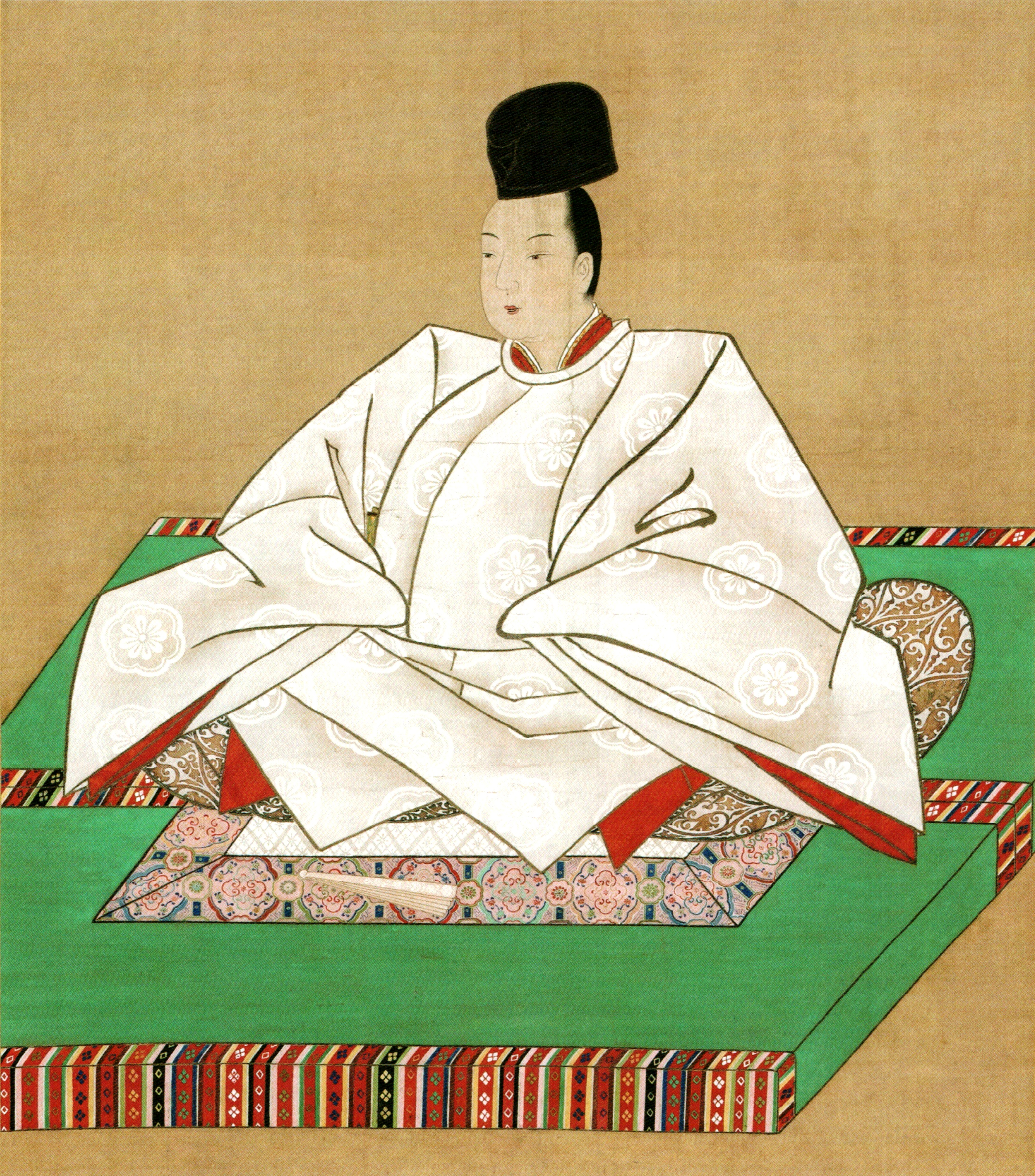
Emperador Nakamikado, sucesor de Higashiyama

- 15 de noviembre de 1707 (Hōei 4, día 22 del décimo mes): una erupción del monte Fuji libera cenizas y cenizas que caen como lluvia en las provincias de Izu, Kai, Sagami y Musashi.[17]

- 1708 (Hōei 5): el shogunato introduce nuevas monedas de cobre en circulación; y cada moneda está marcada con el nombre Hōei nengō (Hōei Tsubo).[18]
- 1708 (Hōei 5, 8.º día del 3.er mes): Hubo un gran incendio en Heian-kyō.
- 1708 (Hōei 5, 8.º mes): el misionero italiano Giovanni Sidotti llega a Yakushima, donde fue arrestado de inmediato.
- 1709 (Hōei 6): El Shōgun Tsunayoshi nombra comisión para reparar y restaurar mausoleos imperiales.[19]
- 1709 (Hōei 6, cuarto mes): Tokugawa Ienobu, el sobrino de Tsunayoshi, se convierte en el sexto shōgun del Shogunato Tokugawa.[18]

## Abdicación y Muerte
El 27 de julio de 1709, el emperador Higashiyama abdica su poder y se lo pasa a su hijo el príncipe heredero, el emperador Nakamikado. Al año siguiente, el 16 de enero de 1710, Higashiyama fallece a causa de la viruela.
Higashiyama se encuentra entre los consagrados en el mausoleo imperial Tsuki no wa no misasagi, en Sennyū-ji en Higashiyama-ku, Kioto. También están consagrados en esta ubicación los predecesores imperiales inmediatos de este emperador desde el emperador Go-Mizunoo: Meishō, Go-Kōmyō, Go-Sai y Reigen. Los sucesores imperiales inmediatos de Higashiyama, incluidos Nakamikado, Sakuramachi, Momozono, Go-Sakuramachi y Go-Momozono, también están consagrados ahí.

## Eras de reinado
Los años del reinado de Higashiyama se identifican más específicamente por más de un nombre de era o nengō.
- Jōkyō (1684–1688)
- Genroku (1688–1704)
- Hōei (1704–1711)

## Genealogía
Fue el quinto hijo del Reigen Tennō. Tuvo al menos diez hijos:
- Emperatriz: Princesa Yukiko (幸子女王), Emperatriz Dowager SyōSyū (承秋門院), hija de Arisugawa-no-miya Yukihito  
  - Primera hija: Princesa Imperial Akiko (秋子内親王)
- Kushige Yoshiko (櫛笥賀子) 
  - Primer hijo: Ichi-no-miya (一宮)
  - Segundo hijo: Ni-no-miya (二宮)
  - Cuarto hijo: Kotobuki-no-miya (寿宮)
  - Quinto hijo: Príncipe Imperial Yasuhito (慶仁親王) (Emperador Nakamikado)
  - Sexto hijo: Príncipe Imperial Kan'in-no-miya Naohito (閑院宮直仁親王)- Primer Kan'in-no-miya
- Sirvienta (?): Hija de Takatsuji (Sugawara) Nagakazu (高辻（菅原）長豊) 
  - Tercer hijo: Príncipe Kōkan (公寛法親王) (sacerdote budista)
  - Tercera hija: Kōmyōjyō'in-no-miya (光明定院宮)
  - Cuarta hija: Princesa Syōsyuku (聖祝女王)

| Predecesor: Reigen | Emperador de Japón 6 de mayo de 1687 - 27 de julio de 1709 | Sucesor: Nakamikado |